# Fazenda Sapucaia

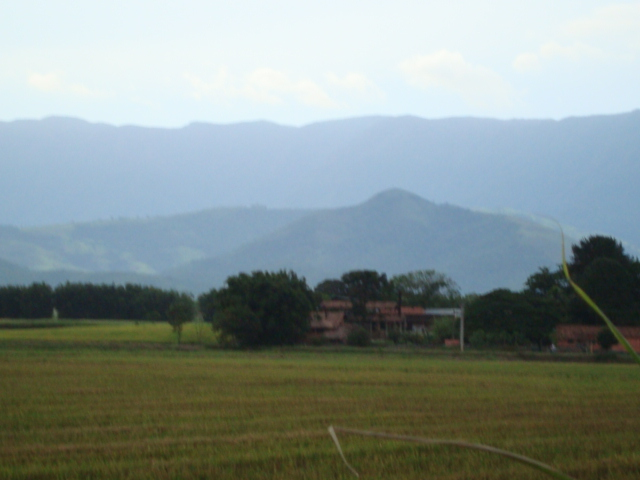
Serra da Mantiqueira, grande cadeia montanhosa da Região Sudeste do Brasil, vista a partir da planície baixa

A Fazenda Sapucaia é uma das últimas grandes propriedades rurais do Vale do Paraíba, no Brasil. Localizada numa fértil planície entre as Serras do Mar e da Mantiqueira, região de tradicionais marcas de cachaça.

## Etimologia
"Sapucaia" é uma árvore típica da mata atlântica. É uma árvore de porte majestoso, produz sombra farta e castanhas utilizadas pelos índios desde a época do Brasil Colônia.   

## Descrição
É uma grande área alagável de 2 000 hectares situada num vale as margens do Rio Paraiba do Sul.

## História
Juntamente com a Fazenda Coruputuba a Fazenda Sapucaia pertenceu a Cicero da Silva Prado. Ele a adquiriu em 1918. Era muito conhecido por sua imagem de trabalhador, homem de grande visão, por sua forma de tratar seus funcionários, e por sua capacidade produtiva e amor por Pindamonhangaba.
Muitas empresas foram fundadas por Cicero Prado:
Secagem papelão de arroz (1928)- Numa época em que os produtores de café da região substituíram suas lavouras por criação de gado, Dr. Cícero Prado foi o pioneiro no plantio de arroz na região.
Em 1.927, a primeira fábrica produzindo 400 a 500 quilos diários de papelão. Produzia cartolina de várias qualidades e alguns tipos de papéis; máquinas foram adquiridas para a fabricação do papel Kraft, de largo emprego, na Fazenda Coruputuba.	
Em 1933 inicia a produção de cachaça, voltada a exportação, sendo o ano de fundação da Cachaça Sapucaia sob os domínios da Companhia Agrícola e Industrial Coruputuba. Cícero Prado tentou inicialmente produzir celulose a partir do bagaço  de cana de açúcar que plantou em sua Fazenda Sapucaia. Porém o resultado não foi o esperado e ele montou uma destilaria para então fabricar aguardente.
Construiu um império na Fazenda Coruputuba onde gerações se sucederam: desde a produção de arroz, cachaça (Sapucaia) e papel até a construção de escola, maternidade e a criação de seu próprio banco o Banco Cícero Prado S.A. sediado na Av. Rio Branco em S. Paulo.
Em 1959 foi realizado nas dependências da Fazenda Sapucaia e Coruputuba a gravação do filme de Mazaroppi Jeca Tatu (filme).
Entre os anos de 1940 e 1960, a Fazenda Sapucaia tinha cerca de cem residências, além de igreja, escola e clube para os moradores. A rotina dos trabalhadores rurais era árdua, em torno das cinco e meia eles saíam das residências e eram transportados para os pontos da fazenda em que trabalhavam (nos canaviais, arrozais, eucaliptais). Ao final do expediente, podiam beber e trazer a cachaça que era ali fabricada.
Na década de 80 após o falecimento de Cicero Prado, Fazenda Sapucaia muda de donos, passando por um período de reestruturação, mantendo-se porém a vocação agrícola anterior.
Em 2008 a Cachaça Sapucaia muda de dono, sendo porém mantida e operando normalmente na Fazenda Sapucaia.
Em 2011 a Fazenda é novamente vendida e empresa AB Areias que atuavam na extração de areia em larga escala no Rio Paraiba do Sul e deixam de produzir arroz e outros itens anteriormente tradicionais na Fazenda Sapucaia.
Atualmente somente a extração de areia e a criação de gado / cavalos são praticadas na area da fazenda.
Desde 2012 , todas as atividades da Cachaça Sapucaia foram transferidas para uma nova planta de produção e envelhecimento  que atualmente produz alem de cachaças, rum, gin e outros destilados, onde tem conquistados diversos premios, como terceira melhor cachaça Extra Premium do Brasil 2020 , 10 melhores Gins Nacionais 2021 , entre outros .

## Cachaça
A cachaça Sapucaia foi a primeira cachaça a ser exportada no distante ano de 1933, quando começou a destilar cachaças de qualidade excepcional, focando à exportação e assumindo posição de destaque no mercado das cachaças finas.. O envelhecimento é feito em tonéis de madeiras nobres, como o carvalho e amendoim, em períodos que variam de um a dezoito anos. A Fazenda Sapucaia é uma das últimas representantes de propriedades rurais do Vale do Paraíba, da fabricação de antigas e boas cachaças.
Recebe grupos e possui um roteiro educativo para quem estiver interessado no processo de produção da cachaça. 

## Arroz
A Fazenda Sapucaia também é tradicional no cultivo de arroz. Já em 1921, no jornal Tribuna do Norte, menciona que as fazendas do Vale do Paraíba, incluindo a Fazenda Sapucaia entre elas, teve seus valores quadruplicados nos dois últimos anos (1920 e 1921) em virtude do sucesso nas colheitas de arroz .
Em 2007, a Fazenda Sapucaia começou uma experiência com o plantio da semente híbrida de arroz. Após uma visita técnica ao Rio Grande do Sul, foi cultivado meio hectare com sementes da Rice-Tec. A colheita foi maior que o dobro da média conseguida com as variedades pré-germinadas geralmente usadas na região.
Com isso, em 2008 eles ampliaram o plantio para sessenta hectares.

## Como Chegar
Endereço: Estrada João Marcondes dos Santos, km 3,5 - 12400-970 - Pindamonhangaba - SP
Acesso pela Rodovia Pres. Dutra km 85
Coordenadas: 22°07.099'S 41° 30.989'O